# Accous
Accous è un comune francese di 447 abitanti situato nel dipartimento dei Pirenei Atlantici nella regione della Nuova Aquitania. Il territorio comunale è bagnato dalla gave d'Aspe.

## Società

### Evoluzione demografica
Abitanti censiti

## Galleria d'immagini

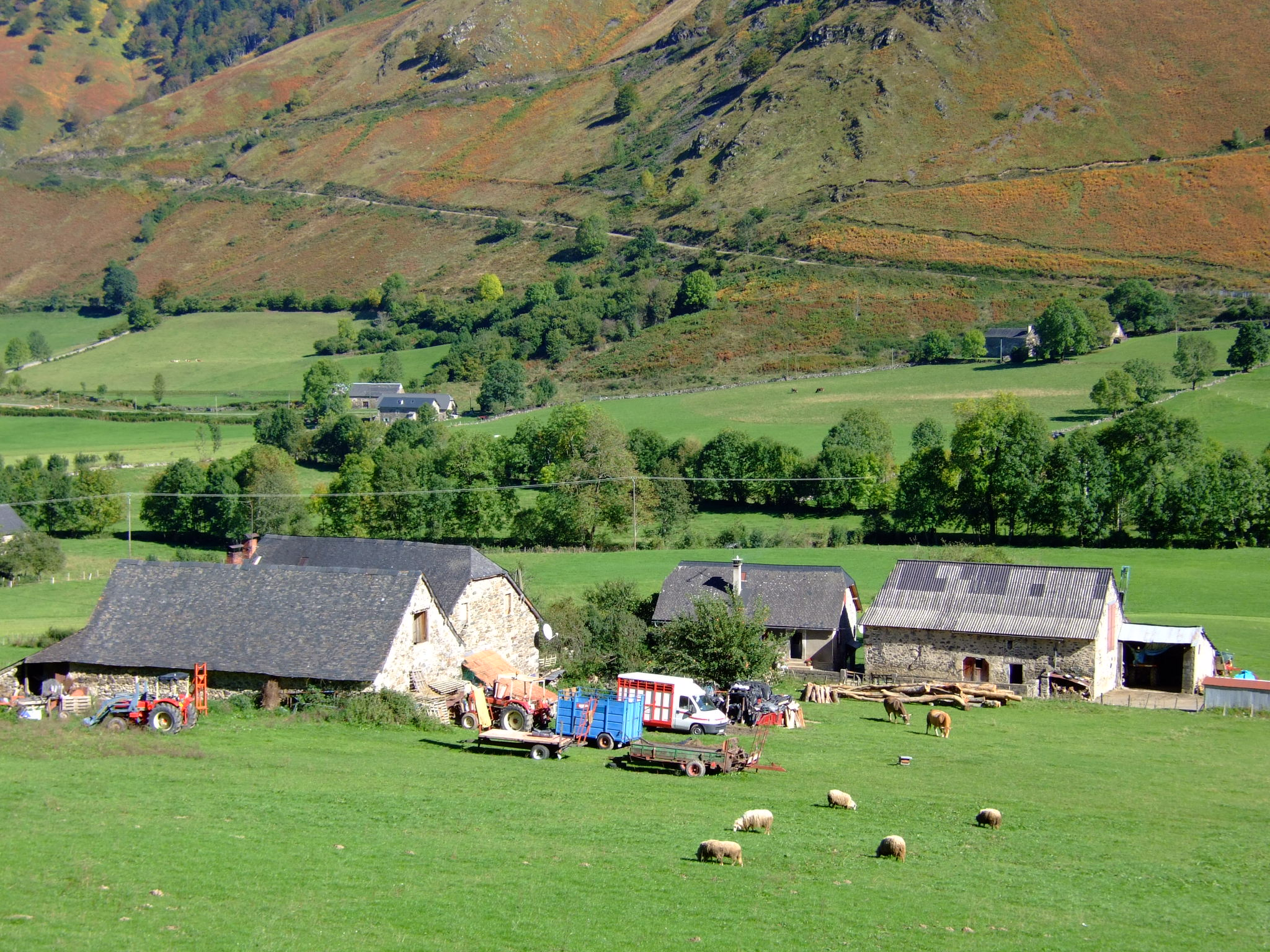
Altipiano di Lhers
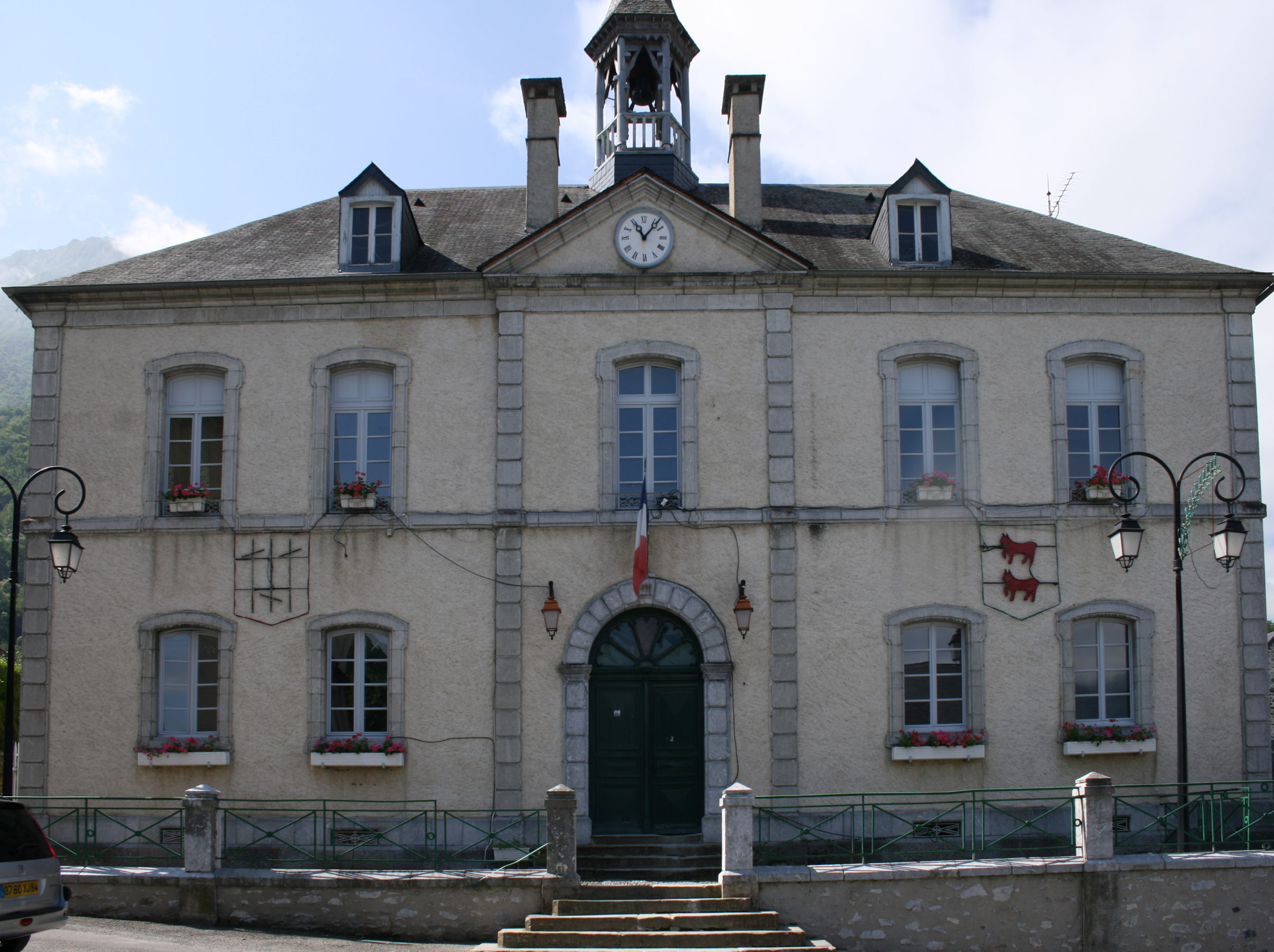
Municipio
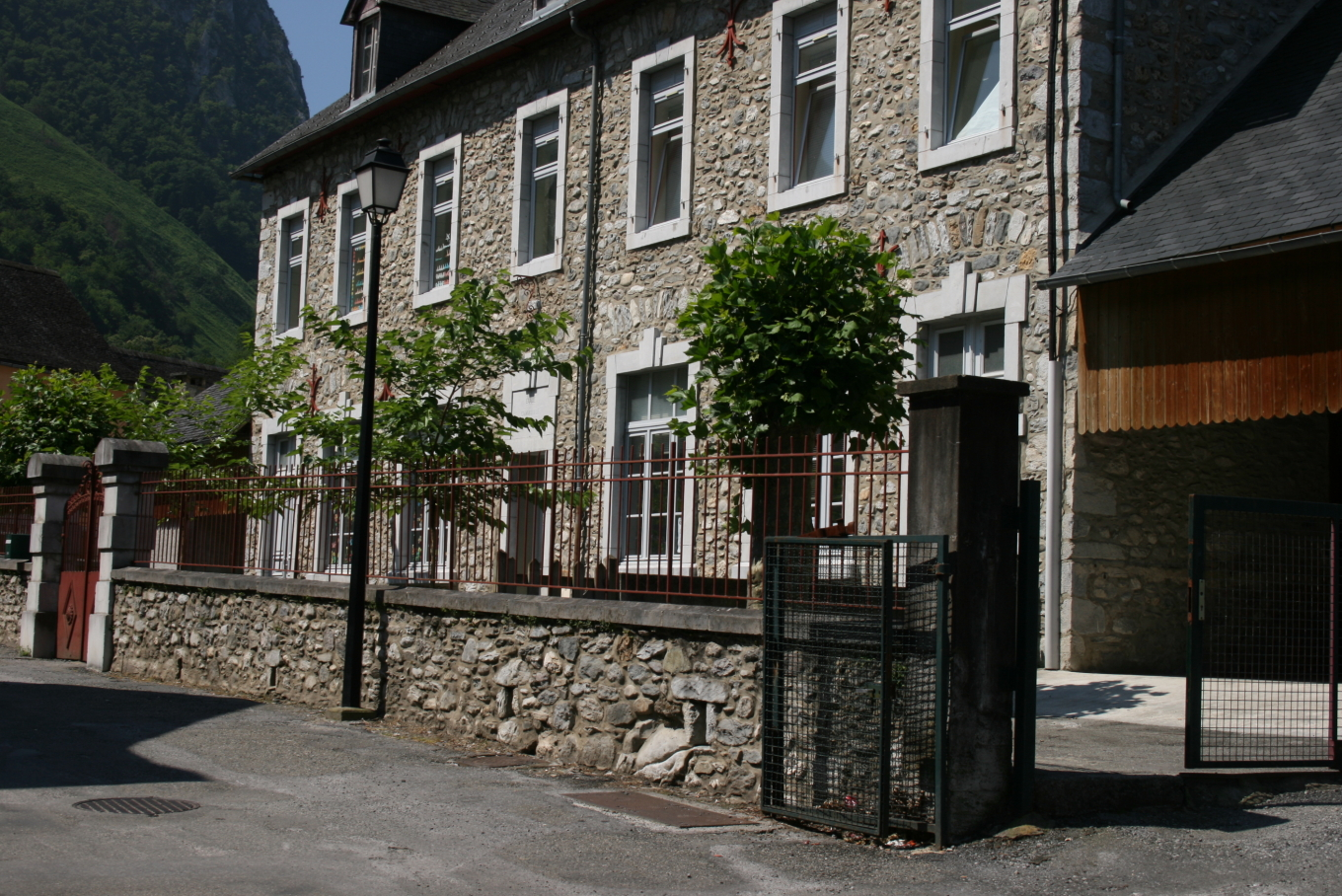
Scuola
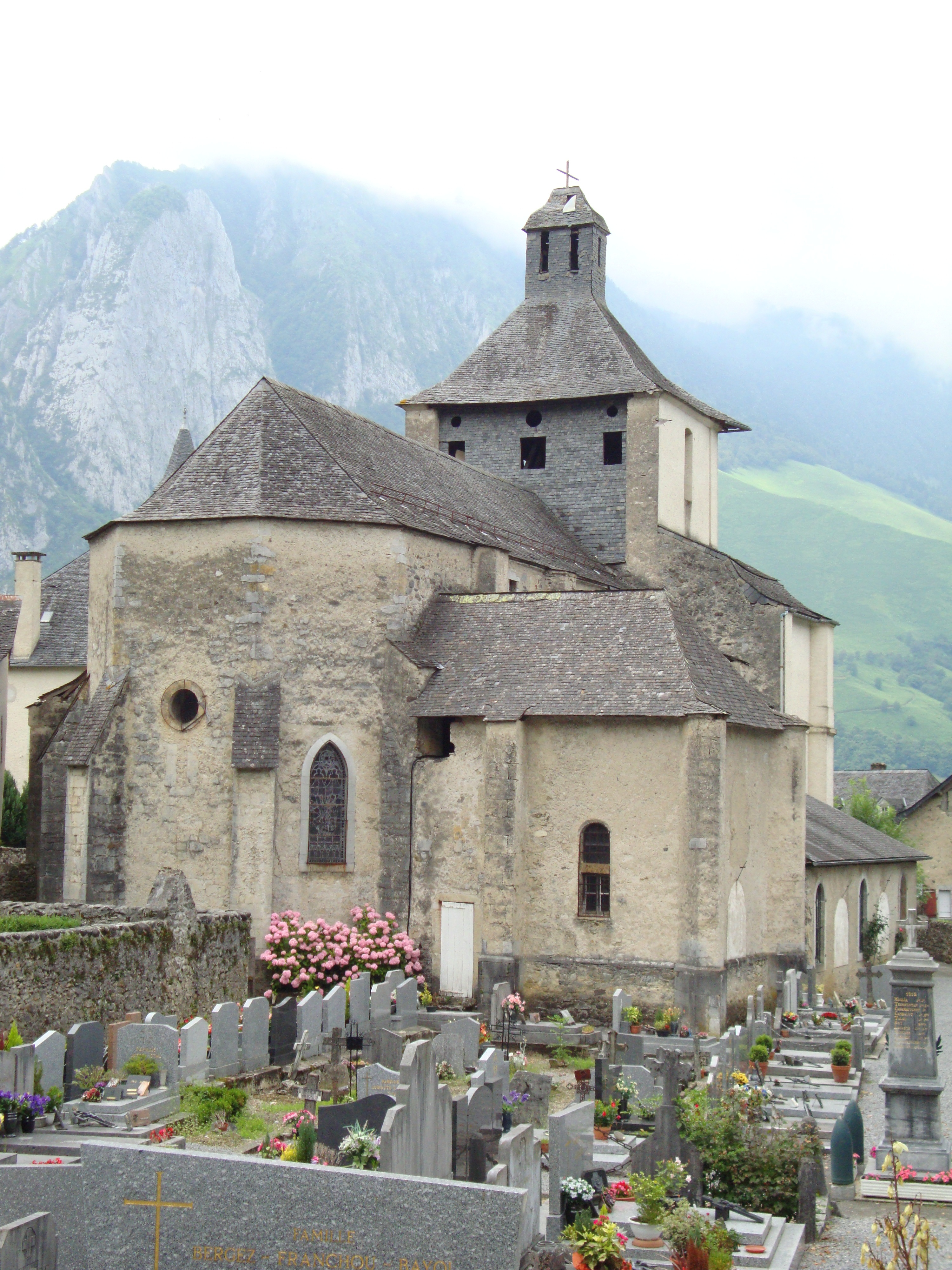
Chiesa di San Martino (XVII secolo)
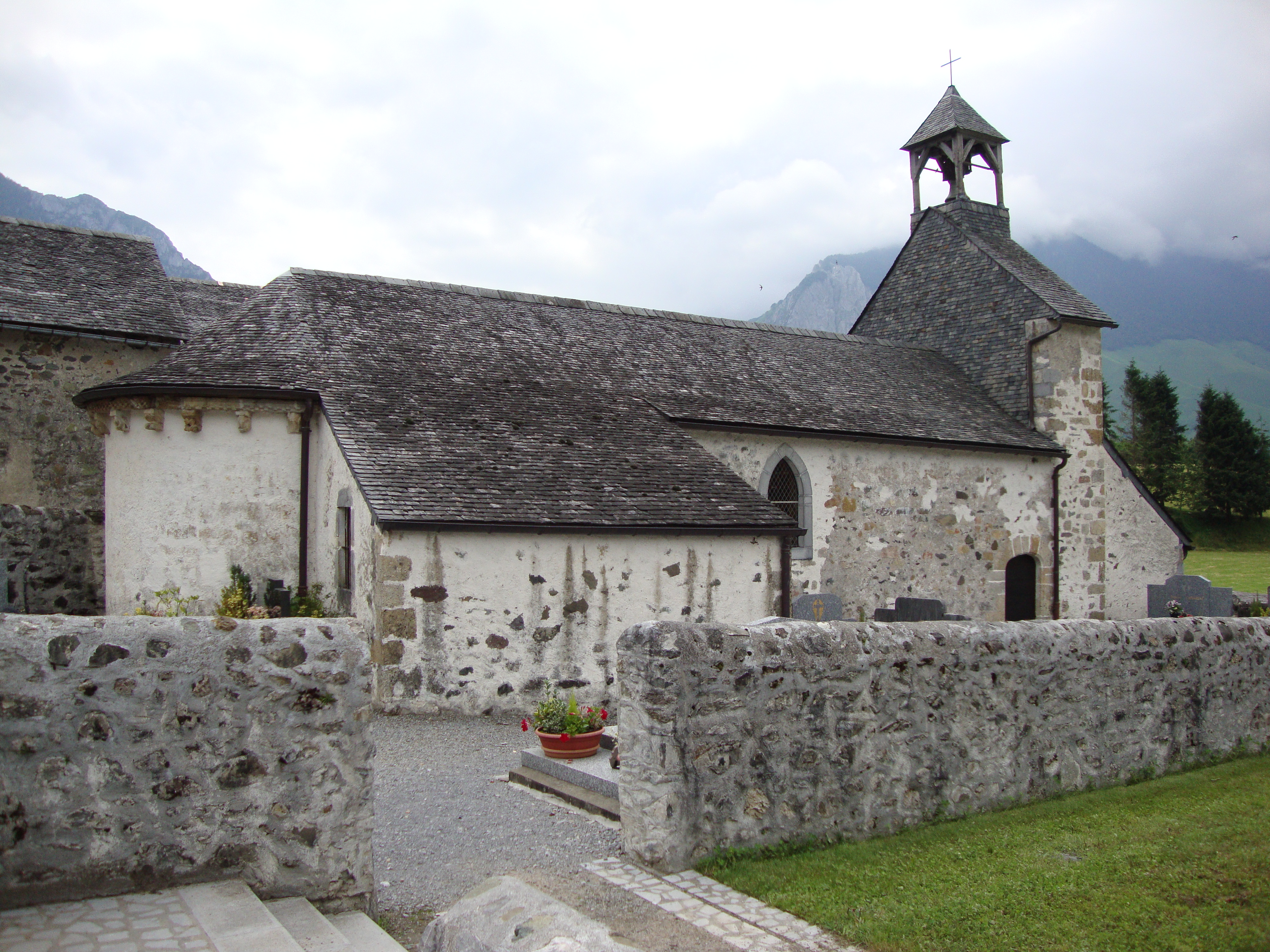
Chiesa di San Saturnino (XII secolo)
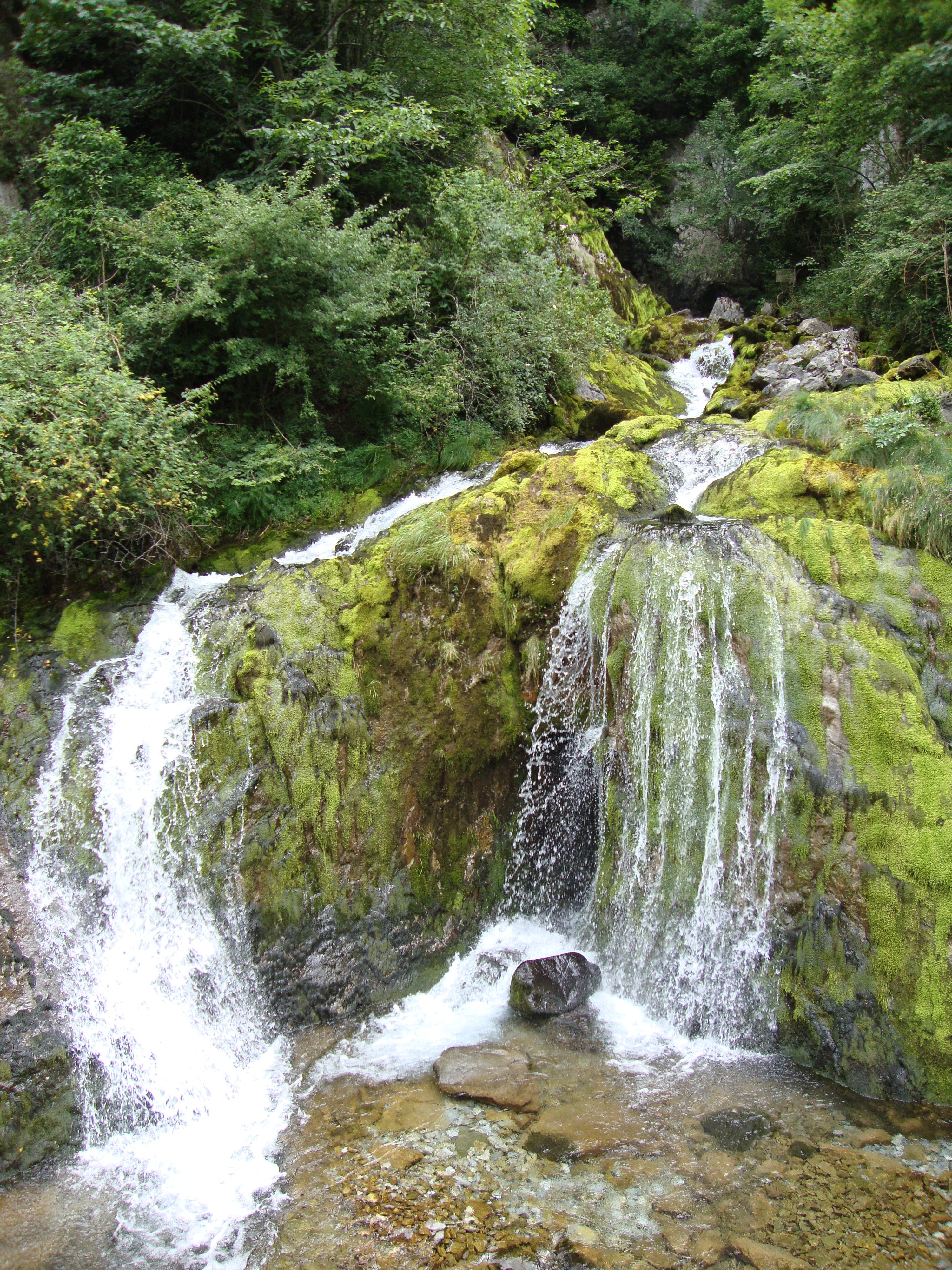
Pont d'Esquir, cascata nel bosco di Arapoup